# Parafia Najświętszego Serca Pana Jezusa w Lęborku
Parafia pw. Najświętszego Serca Pana Jezusa w Lęborku – rzymskokatolicka parafia należąca do dekanatu lęborskiego w diecezji pelplińskiej.

## Proboszczowie
- ks. kan. Tomasz Bernard Król (1994–2023)[1]
- ks. Marek Bogusz (2023 –)[1]

## Grupy parafialne
- Grupa Modlitewna Ojca PIO
- Róże Różańcowe
- Apostolstwo Dobrej Śmierci
- Katolickie Stowarzyszenie Młodzieży
- Ministranci
- Scholka